# Convoi no 9 du 12 septembre 1942
Le convoi du 12 septembre 1942 fut le neuvième convoi de déportation à quitter le territoire belge en direction d'Auschwitz-Birkenau. Le train fera une halte en gare de Kosel où certains parmi les hommes les plus vaillants descendirent pour être affectés au travail obligatoire.
Le convoi IX comportait 1000 déportés (498 hommes et 502 femmes). 29 hommes et une seule femme survécurent à cette déportation. Chuma Gus, une infirmière de 29 ans survécut en effet à deux années et demie de captivité et à la marche de la mort de janvier 1945 vers Ravensbrück. Elle sera ensuite transférée au Kommando de Neustadt où elle sera libérée par les troupes américaines. De retour à Bruxelles, elle retrouvera son mari, Philip Isidoor Frank, qui avait également survécu. Ils avaient été arrêtés, tous deux, le 6 septembre 1942, à Saint-Gilles (Bruxelles), trois jours après la grande rafle du quartier de la Gare de Bruxelles-Midi.
C'est également par ce convoi qu'Henri Kichka, ses parents, sa sœur, Nicha, et sa tante Esther furent déportés. Seul Henri Kichka reviendra des camps en 1945.